# جوي موخرجي
جوي موخرجي هو منتج أفلام ومخرج وممثل هندي (وحمل سابقاً جنسية الراج البريطاني)، ولد في 24 فبراير 1939 في الهند، وتوفي بنفس المكان في 9 مارس 2012.

## وصلات خارجية
- جوي موخرجي على موقع IMDb (الإنجليزية)
- جوي موخرجي على موقع أول موفي (الإنجليزية)
- جوي موخرجي على موقع كينوبويسك (الروسية)